# 穆罕默德·萨德尔 (外交官)
赛义德穆罕默德·萨德尔（波斯語：‎），伊朗外交官。现为确定国家利益委员会成员之一以及外交部长扎里夫的高级顾问。
穆罕默德·萨德尔是赛义德·雷扎·萨德尔的儿子，也是穆萨·萨德尔的侄儿。毕业于德黑兰医科大学。
1985年至1989年期间担任伊朗内政部副部长。2008年8月5日，他被最高领袖阿里·哈梅内伊任命为确定国家利益委员会成员，该委员会相当于哈梅内伊的顾问团。
2020年，伊朗暴发2019冠状病毒病疫情。3月5日，沙特阿拉伯的新闻网站Al Arabiya English报导称他感染了2019冠状病毒病。